# Salon
En Salon (via fransk fra italiensk salone, afledt af sala, der betyder "sal") er et større eller mindre selskabslokale. Ordet bruges ofte i betydningen "en sal, hvor man tager imod”, og hvor tidens æstetiske ånder mødes (deraf udtrykket ”at holde salon”). I overført betydning kan det bruges om selve den æstetisk litterære kreds, der færdes i en salon.
Fra betegnelsen for Louvre-Galeriet, hvor de årlige kunstudstillinger holdtes, er ordet salon gået over til at betyde selve denne udstilling, og nu, uden hensyn til udstillingsstedet, den årlige officielle parisiske kunstudstilling. De franske saloner tog — med forløber fra 1673 i Palais Royal — deres begyndelse i Louvres Salon Carré med de af det kongelige Akademi ordnede kunstudstillinger, 1699—1848. Det var disse udstillinger, der gav anledning til Diderots berømte kunstanmeldelser (1765—67). Fra 1855 havde udstillingen til huse i Champs Elysées-Palæet og efter 1900 i Grand Palais. Efter skismaet i halvfemserne slog de udvandrende malere sig, sammen med andre som Société des Beaux-arts, først ned i verdensudstillingsbygningen på Champ-de-Mars (nu nedrevet) og holdt salon der.
Af markante danske salonværtinder i guldalderen kan nævnes Kamma Rahbek, Charlotte Schimmelmann og Friederike Brun. 